# Лунно-слънчев календар
Лунно-слънчевият календар е календар в много култури, чиято дата показва както фазата на Луната, така и времето на слънчевата година. Ако слънчевата година е зададена като тропическа година, тогава лунно-слънчевият календар би показвал и сезона. Както при всички календари, които разделят годината на месеци, има допълнително изискване годината да има цял брой месеци. В такъв случай, обикновените години са съставени от дванадесет месеца, но при всяка втора или трета година се добавя тринадесети месец.
Примери за лунно-слънчеви календари са: еврейският, джайнисткият, будисткият, индуисткият и кюрдският, както и традиционните древногръцки, вавилонски, бирмански, китайски, японски, тибетски, виетнамски, монголски и корейски календари. Тибетският календар е повлиян както от китайския, така и от будисткия. Някои от древните доислямски календари в Южна Арабия също следват лунно-слънчева календарна система. Германите също използват лунно-слънчев календар, преди да приемат християнството.

## Определяне на високосна година
За да се определи кога трябва да се добави допълнителен месец, някои календари разчитат на преки наблюдения върху състоянието на растителността, докато други сравняват еклиптичната географска дължина на Слънцето с фазата на Луната. От друга страна, при аритметичните лунно-слънчеви календари определен брой синодични месеци се добавят на определен брой години по предварително зададено правило. За да се създаде такъв календар, средната продължителност на тропическата година се разделя на средната продължителност на синодичния месец, при което се получава броя синодични месеци на година: 12,368266......
Верижните дроби на тази десетична стойност дават оптималните приближения за тази стойност. В списъка по-долу, след броя на синодичните месеци, посочени в числителя, е попълнено цяло число тропически години, посочени в знаменателя:
| 12   | / | 1   | = | 12           | (грешка = −0,368266... синодични месеца/година) |
| 25   | / | 2   | = | 12,5         | (грешка = 0,131734... синодични месеца/година)  |
| 37   | / | 3   | = | 12,333333... | (грешка = 0,034933... синодични месеца/година)  |
| 99   | / | 8   | = | 12,375       | (грешка = 0,006734... синодични месеца/година)  |
| 136  | / | 11  | = | 12,363636... | (грешка = −0,004630... синодични месеца/година) |
| 235  | / | 19  | = | 12,368421... | (грешка = 0,000155... синодични месеца/година)  |
| 4131 | / | 334 | = | 12,368263... | (грешка = −0,000003... синодични месеца/година) |